# Мкртумов Самсон Мовсесович
Самсон Мовсесович Мкртумов, інший варіант прізвища — Мкртум'ян (15 [28] липня 1910 — 1 листопада 1943) — радянський військовий льотчик, учасник Німецько-радянської війни, заступник командира ескадрильї з політичної частини 805-го штурмового авіаційного полку 230-ї штурмової авіаційної дивізії 4-ї повітряної армії Закавказького фронту Герой Радянського Союзу (13.12.1942), капітан.

## Біографія
Народився майбутній герой 28 липня 1910 року в Зангезурському повіті Єлизаветпільської губернії (нині Сюнікської області Республіки Вірменія) у селі Брнакот, у селянській родині. За національністю — вірменин. Разом із навчанням у сільській школі, що названа його ім'ям, він змушений був батрачити. Закінчив 2 курси залізничного технікуму, працював секретарем райкому комсомолу.
У 1928 році Мкртумов переїхав до Баку, де почав працювати в нафтопромисловості, навчався у педагогічному технікумі. У 1931 році вступив до лав Комуністичної партії СРСР, пізніше був обраний секретарем комітету комсомолу нафтопромислів, пізніше — секретарем райкому ЛКСМ у Баку.
У 1933 році Мкртумов був відряджений до Сталінградської військової авіаційної школи льотчиків, яку з успіхом закінчив у 1935 році у званні молодшого лейтенанта. У 1936 році закінчив Борисоглібську авіаційну школу льотчиків, де він удосконалювався у техніці вищого пілотажу.
Бойове хрещення отримав у радянсько-фінській війні. З перших днів Німецько-радянської війни був на фронті у складі 138-го швидкісного бомбардувального авіаполку, був заступником командира ескадрильї, що дислокувалась у Білій Церкві. На літаках СБ бомбардував фашистські позиції, штурмував наступаючі колони німецьких військ. Наприкінці 1941 року полк, отримавши на озброєння літаки Іл-2, став іменуватися 805-м штурмовим авіаційним полком. Особливо відзначився у боях за Кавказ.
Восени 1942 року на підході до міста Грозний він помітив «юнкерсів». Хоча пальне було закінчено, наказав своїй вісімці йти в лобову атаку. Радянським соколам вдалося розсіяти першу групу «юнкерсів», а двох — знищити. Інша група ворожих літаків з'явилася невдовзі. Хоробрі льотчики Самсона Мкртумова, розсіявши й цю групу, благополучно повернулися на аеродром.
6 листопада 1942 року вже капітан Мкртумов бомбардував скупчення німецьких танків у районі села Гізель, щоб допомогти сухопутним військам зупинити та розгромити гітлерівців. Пройшовши лінію фронту, ескадрилья попрямувала до мети. Першим летів Мкртумов, на якого одразу ж напали шість фашистських «Мессершміттів». Один із них впритул наблизився. Здійснивши спритний маневр, відважний льотчик підпалив винищувач. Інші фашистські літаки обстріляли повітряне судно Мкртумова. У цьому бою радянський офіцер зазнав шість поранень: важкі рани в голову та спину, права рука не рухалася. Однак незважаючи на важкі рани, ціною неймовірних зусиль він зміг посадити машину на узліссі однієї з гір, після чого, вибравшись із літака, знепритомнів. Опритомнів він лише після операції.
Загалом у боях у районі Орджонікідзе ескадрилья, керована Самсоном Мкртумовим, здійснила 163 бойові вильоти, під час яких знищила 116 автомашин, 86 танків, 9 зенітних гармат, 14 зенітних точок.
На бойовому рахунку у Самсона Мкртумова 219 бойових вильотів, із яких 27 як провідний груп літаків, під час яких він спалив і вивів із ладу радіостанції, зенітні точки, понад 10 літаків, 140 танків, сотні автомашин і знищив велику кількість живої сили ворога.

НАГРАДНОЙ ЛИСТ

Краткое, конкретное изложение личного боевого подвига или заслуг. Наиболее яркие примеры боевой работы товарища Мкртумова.
1. 9 октября 1942 года ведущим звена произвел выливание фосфора и штурмовку пункта противника, где было скопление до 40 танков и более 100 автомашин. Объект прикрывался тремя зенитными батареями и тремя Me-109. Прикрытие противника было преодолено. Умелым манёвром все атаки истребителей были отражены, один Me-109 был подбит товарищем Мкртумовым. Цель была полностью накрыта. В результате бомбардировки уничтожено и сожжено 20 автомобилей и другой техники.
2. 14 октября 1942 года ведущим шестерки произвел бомбардировочно-штурмовой вылет на место сосредоточения и заправки мотопехоты противника. В результате налета уничтожен большой склад горючего, до 17 автомашин, до 7 бензозаправщиков и до 70 солдат и офицеров противника.
3. 7 ноября 1942 года ведущий шестерки производил штурмовку населенного пункта Кадгорон. Задача выполнена отлично, западная и восточная окраины пункта были подожжены, уничтожены 8 автомашин и до 70 солдат и офицеров. За успешное выполнение боевых задач командования не разгрому немецко-фашистских захватчиков, за проявленные при этом уменье, мужество, смелость и отвагу, за большой нанесенный урон врагу в живой силе и технике — представляется к правительственной награде ордену «Красного Знамени».
Командир 805 ШАП майор КОЗИН
Достоин присвоения звания Героя Советского Союза.
Командующий войск ЗКФ Член Военного Совета

генерал-лейтенант МАСЛЕННИКОВ

Корпусной комиссар ФОМЕНКО
Указом Президії Верховної Ради СРСР «Про присвоєння звання Героя Радянського Союзу начальницького та рядового складу Червоної Армії» від 13 грудня 1942 року за «зразкове виконання бойових завдань командування на фронті боротьби з німецькими загарбниками і виявлені при цьому відвагу та геройство» удостоєний звання Героя Радянського Союзу з врученням ордена Леніна та медалі «Золота Зірка» (№ 971).
Після цього був направлений до Москви на навчання, призначений заступником командира штурмового полку і повернувся на фронт. Брав участь у боях із визволення Києва, Новоросійська, Черкас, Харкова та Краснодара, загинув смертю героя в одному з повітряних боїв під час визволення міста Гомеля.

## Нагороди
- Медаль «Золота Зірка» Героя Радянського Союзу (13.12.1942, № 971).
- Орден Леніна (13.12.1942).